# Renault R26
Pour les articles homonymes, voir R26.
Chronologie des modèles (2006)
Renault R25 Renault R27
La Renault R26 est la monoplace de Formule 1 engagée par l'écurie française Renault F1 Team dans le cadre du championnat du monde de Formule 1 2006. Elle est pilotée par l'Espagnol Fernando Alonso et l'Italien Giancarlo Fisichella. Fernando Alonso a disputé toute la saison au volant du même châssis, le R26-03.

## Historique

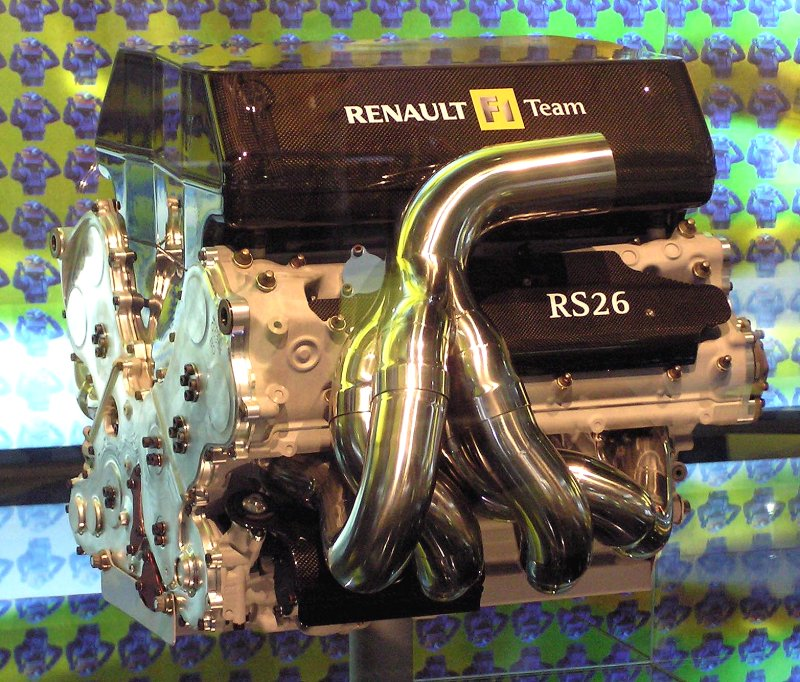
Le moteur V8 RS26 équipe la Renault R26 lors de la saison 2006.

Auréolée des titres de champions des pilotes et des constructeurs en 2005 mais perturbée par l'annonce précoce du départ du champion du monde en titre Fernando Alonso pour McLaren en 2007, l'écurie Renault commence l'année 2006 avec l'objectif de conserver les deux titres. Les essais de l'intersaison ont légitimé ces prétentions mais laissent penser que ce ne sera pas chose facile. En effet, les changements de règlement ont redistribué les cartes et l'ordre établi en 2005 n'apparaît pas pérenne. Ferrari, avec la Ferrari 248 F1 semble de retour, McLaren avec la MP4-21, malgré des soucis de fiabilité confirme, et Honda Racing F1 Team (Honda RA106) inquiète.
À Bahreïn, les deux Ferrari de Michael Schumacher et Felipe Massa se placent en première et deuxième positions sur la grille de départ. Alonso est quatrième à trois dixièmes, confirmant le potentiel de sa monture mais son coéquipier italien n'est que neuvième à plus de deux secondes. Cette contre-performance est due à un problème de périphérique moteur et Giancarlo Fisichella disposait de cinquante chevaux en moins. De son côté, le champion du monde espagnol tient son rang en livrant un duel au poleman Schumacher, qu'il vainc en le devançant de moins de deux secondes à l'arrivée.

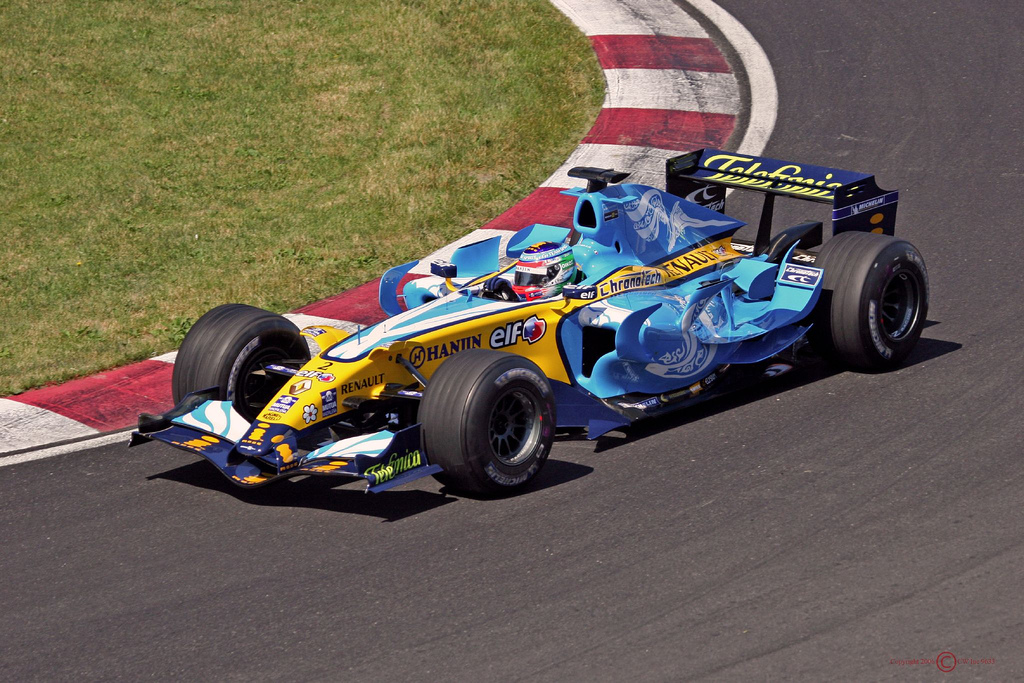
Giancarlo Fisichella au volant de la Renault R26 lors du Grand Prix du Canada 2006

Lors de l'épreuve suivante, sur la presqu'île malaise, Giancarlo Fisichella signe la troisième pole position de sa carrière devant Button quand Alonso, à la suite d'un problème de quantité d'essence embarquée dans sa monoplace durant la séance de qualification n'est que septième à deux secondes de son équipier. Après une course maîtrisée, Fisichella s'impose devant Alonso (meilleur tour en course), les R26 signant le deuxième doublé de l'histoire de Renault, le premier depuis 1982.
À l'orée de la troisième course de l'année, Renault a de treize points d'avance sur son plus proche concurrent, Ferrari et son leader de sept points sur Michael Schumacher et Jenson Button. À Melbourne, Jenson Button sur sa Honda RA106 signe la pole position devant les R26 de Fisichella et Alonso. Malheureusement pour le Romain, un problème mécanique le contraint à s'élancer des stands. Au terme d'une course chaotique (dix abandons, quatre voitures de sécurité), Alonso s'impose devant Kimi Räikkönen et Ralf Schumacher sur la Toyota TF106. Fisichella termine cinquième au terme d'une course terne, bénéficiant de l'abandon de Button dans la dernière ligne droite.
Trois semaines plus tard, pour le GP de Saint Marin, Fisichella dispose d'un moteur évolué (« Spec B ») devant permettre à l'écurie de poursuivre sur sa lancée sur les terres de Ferrari. Les essais ne sont pas à la hauteur des ambitions de l'équipe puisque si Alonso se classe cinquième derrière les Ferrari et les Honda, Fisichella n'est que onzième sur un circuit où les dépassements sont quasi impossibles. La course se résume à un remake inversé de l'édition précédente, Schumacher s'imposant sur ses terres après un duel de plus de vingt tours avec Alonso. Fisichella se classe huitième après une course morne.
L'hécatombe se poursuit pour l'Italien au Nürburgring où il n'est que treizième avant la rétrogradation des Williams quand son équipier signe la dixième pole position de sa carrière devant les Ferrari. Au terme d'une course signant le retour de Ferrari dans les deux championnats, Alonso ne peut résister à Schumacher et termine deuxième quand Fisichella se classe sixième. Une semaine plus tard, à Barcelone, l'Espagnol a à cœur de racheter ses deux défaites consécutives face à Schumacher et veut remporter sa première victoire sur ses terres. Dans une ambiance survoltée, il décroche la onzième pole position de sa carrière devant son équipier et les deux Ferrari. L'Espagnol domine la course devant des tribunes combles, reléguant Schumacher à vingt secondes, devant Fisichella et la deuxième Ferrari de Massa.
Malgré les bonnes performances des McLaren en Principauté, Ferrari s'affirme comme le challenger numéro un de Renault, avec un incident regrettable en qualifications, Schumacher bloque volontairement Alonso dans son ultime tour alors qu'il allait prendre la pole. D'abord deuxième, il hérite de la première place sur la grille après l'annulation de tous les temps du pilote allemand. Fisichella, d'abord cinquième, connaît un sort semblable pour avoir gêné David Coulthard et part dixième. Les McLaren sont en deuxième ligne et Alonso résiste pendant 40 tours à Räikkönen jusqu'à la casse de son moteur. Fisichella termine sixième après deux manœuvres de dépassement osées alors qu'il voyait son équipier revenir sur lui pour lui prendre un tour.
En Angleterre, Alonso signe sa quatrième pole position consécutive et sa troisième victoire de rang, s'adjugeant un hat-trick. Fisichella s'offre la quatrième place de ce Grand Prix, sur les talons de Räikkönen. Cette domination se poursuit au Canada où Alonso et Fisichella occupent la première ligne de la grille de départ avant un cavalier seul de l'Espagnol. Fisichella prend la quatrième place après un « drive-through » pour départ anticipé.
À Indianapolis, les pilotes chaussés de Michelin subissent la loi de leurs adversaires en Bridgestone. Les Renault, où Fisichella dispose du moteur évolué Spec C, s'inclinent face aux Ferrari qui signent un doublé, Schumacher devant Massa, suivis par Fisichella, Trulli et Alonso, très en difficulté sur ce circuit et qui voit s'arrêter sa série de quinze podiums consécutifs. 
En France, sur les terres de Renault, l'équipe de Flavio Briatore espère redresser la barre et reprendre sa domination. Sous la chaleur, les Ferrari dominent les qualifications et la course même si Alonso parvient, grâce à un audacieux changement de stratégie, à dépasser Massa pour se classer second derrière Schumacher. En Allemagne, la FIA interdit l'utilisation du mass dumper, système inventé par Renault qui joue le rôle de troisième amortisseur. Pour cette raison, les monoplaces françaises sont totalement hors du coup sur les terres de Michael Schumacher qui écrase la course, revenant à onze points d'Alonso quand, grâce au doublé offert par Massa, Ferrari revient à dix points de Renault.

## Moteur
| Caractéristiques | Valeur                         |
| ---------------- | ------------------------------ |
| Nom              | Renault RS26                   |
| Type             | V8 à 90°                       |
| Disposition      | Longitudinale centrale arrière |
| Soupapes         | 32                             |
| Cylindrée        | 2400 cm³                       |
| Alimentation     | Injection électronique         |
| Puissance        | 780 ch                         |

## Résultats en championnat du monde de Formule 1
| Saison | Écurie                     | Moteur          | Pneus    | Pilotes              | Courses | Courses | Courses | Courses | Courses | Courses | Courses | Courses | Courses | Courses | Courses | Courses | Courses | Courses | Courses | Courses | Courses | Courses | Points inscrits | Classement |
| Saison | Écurie                     | Moteur          | Pneus    | Pilotes              | 1       | 2       | 3       | 4       | 5       | 6       | 7       | 8       | 9       | 10      | 11      | 12      | 13      | 14      | 15      | 16      | 17      | 18      | Points inscrits | Classement |
| ------ | -------------------------- | --------------- | -------- | -------------------- | ------- | ------- | ------- | ------- | ------- | ------- | ------- | ------- | ------- | ------- | ------- | ------- | ------- | ------- | ------- | ------- | ------- | ------- | --------------- | ---------- |
| 2006   | Mild Seven Renault F1 Team | Renault V8 RS26 | Michelin |                      | BAH     | MAL     | AUS     | SMR     | EUR     | ESP     | MON     | GBR     | CAN     | USA     | FRA     | ALL     | HON     | TUR     | ITA     | CHI     | JAP     | BRÉ     | 206             | Champion   |
| 2006   | Mild Seven Renault F1 Team | Renault V8 RS26 | Michelin | Fernando Alonso      | 1er     | 2e      | 1er     | 2e      | 2e      | 1er     | 1er     | 1er     | 1er     | 5e      | 2e      | 5e      | Abd     | 2e      | Abd     | 2e      | 1er     | 2e      | 206             | Champion   |
| 2006   | Mild Seven Renault F1 Team | Renault V8 RS26 | Michelin | Giancarlo Fisichella | Abd     | 1er     | 5e      | 8e      | 6e      | 3e      | 6e      | 4e      | 4e      | 3e      | 6e      | 6e      | Abd     | 6e      | 4e      | 3e      | 3e      | 6e      | 206             | Champion   |

Légende : ici 